# William Wilkins (architetto)
William Wilkins (Norwich, 31 agosto 1778 – Cambridge, 31 agosto 1839) è stato un architetto britannico.

## Biografia
Wilkins nacque nella parrocchia di St Giles di Norwich da William Wilkins (1751–1815), un costruttore di successo che gestì anche il Norwich Theatre Circuit, una catena di teatri. Suo fratello minore George Wilkins divenne arcidiacono di Nottingham.
Studiò alla Norwich School e vinse una borsa di studio al Gonville and Caius College di Cambridge. Con l'assegnazione del Worts Travelling Bachelorship nel 1801, del valore di £ 100 per tre anni, poté visitare le antichità classiche della Grecia, dell'Asia Minore e della Magna Grecia in Italia tra il 1801 e il 1804. Nel suo tour fu accompagnato dal paesaggista italiano Agostino Aglio, che Wilkins aveva assunto come disegnatore durante la spedizione. Aglio fornì i disegni per le tavole acquatinta dei monumenti che illustrano i volumi di Wilkins della spedizione, come The Antiquities of Magna Graecia (1807).
Wilkins fu membro della Society of Dilettanti dal 1817. Pubblicò ricerche sia sull'architettura classica che su quella gotica, diventando una delle figure di spicco del revival greco-inglese dell'inizio del XIX secolo.

## La Grange, Northington
La sua carriera architettonica iniziò nel 1804 con i suoi progetti in stile revival greco per il nuovo Downing College di Cambridge. La commissione arrivò dopo che i precedenti progetti in stile palladiano di James Wyatt erano stati respinti perché non sufficientemente classici. Wilkins dispose gli edifici del college attorno a un unico grande cortile. La costruzione iniziò nel 1807 e procedette lentamente, fermandosi nel 1821 con il progetto di Wilkins ancora incompleto.
Nel 1806 Wilkins progettò un college vicino a Hertford per la Compagnia delle Indie Orientali. La scuola divenne l'Haileybury College in seguito allo scioglimento della società. Wilkins vi aggiunse anche l'Osberton House, vicino a Worksop. Questi lavori furono seguiti nel 1808 dall'ingresso dorico alle Lower Assembly Rooms a Bath e da una villa a North Berwick per Sir H. D. Hamilton. A Grange Park di Northington, nell'Hampshire, nel 1809 Wilkins rimodellò una casa esistente del XVII secolo, dandole qualcosa della forma di un tempio greco, con un grande portico dorico a un'estremità.
Nel 1815 Wilkins ereditò la catena di sei teatri di suo padre. Continuò a gestirli per il resto della sua vita, e ne ricostruì o rimodellò molti, disegnando occasionalmente anche scenografie.
Nel 1822–26 collaborò con John Peter Gandy alla Clubhouse per il nuovo United University Club, a Pall Mall, Londra. Divenne socio della Royal Society nel 1824 e gli fu conferito il diritto di membro a pieno titolo nel 1826.

## Trafalgar Square nel 1852
Wilkins fu influente nello sviluppo di Trafalgar Square a Londra, che era stata aperta come parte di un progetto di John Nash. Progettò il nuovo edificio della National Gallery in stile neoclassico ed elaborò anche i progetti per la sistemazione della piazza stessa. Non furono attuate, sebbene il piano portato avanti da Charles Barry dopo la morte di Wilkins replicasse molte delle sue idee. L'aspetto della National Gallery (1832–38), originariamente condivisa con la Royal Academy, attirò fin dall'inizio critiche avverse. John Summerson concluse nel 1962 che, sebbene la facciata di Wilkins avesse molte virtù "considerata criticamente come una facciata che domina una grande piazza, la sua debolezza è evidente".
Wilkins realizzò altri due importanti edifici londinesi in un severo stile classico, entrambi progettati nel 1827-28: l'University College su Gower Street e il St George's Hospital (ora The Lanesborough Hotel su Hyde Park Corner). Le sue altre opere in stile revival greco includono il Theatre Royal Bury St Edmunds 1819, la chiesa di St. Paul, George Street, Nottingham 1822 e lo Yorkshire Museum (1830). A lui si devono due colonne commemorative dell'ammiraglio Nelson, una a Dublino e il Britannia Monument a Great Yarmouth. Entrambi sono anteriori al progetto di William Railton per Trafalgar Square.